# Giulio Benzi
Giulio Benzi (Quargnento, 1907 – Robilante, 1955) è stato un pittore italiano che effettuò nei primi anni '30 del XX secolo numerosi viaggi di formazione artistica in tutta Europa. Autore di dipinti influenzati dal post-impressionismo e di paesaggi dai colori tenui e sfumati.

## Biografia
Durante il primo decennio degli anni '30, l'artista studia, si aggiorna all'estero (Parigi-Anversa) ed è attratto da artisti e correnti pittoriche internazionali. Le opere sono post impressioniste, ma soprattutto surreal-metafisiche molto vicine a certe produzioni dei fratelli De Chirico: finestre e specchi su cui si riflettono oggetti e porzioni di paesaggio che si mescolano con presenze reali di oggetti abbandonati o avvolti da fluenti drappeggi.
Sul finire degli anni '30 Benzi si stabilisce a Torino.
La sua opera guarda al paesaggio della sua nativa Quargnento e del territorio monferrino, torinese o delle Langhe interpretandolo con colori chiari, tinte tenui dell’alba o nei momenti in cui la luce si scompone urtando le particelle di vapore, paesaggi ovattati da nebbie e da umori che fondono e confondono la visione. Il pittore si scosta completamente dalla tradizione cromatica piemontese e cerca di attuare un suo personale tipo di “chiarismo” che lo rende unico nel panorama della pittura torinese di quegli anni.
Dal 1940 al 1948 è assistente di Felice Casorati all'Accademia Albertina di Torino.
A metà degli anni '40 insorge la malattia che modificherà il suo umore, il suo carattere e il suo atteggiamento pittorico: Benzi abbandona “i suoi colori pastello e la sua materia ovattata” ed inizia ad utilizzare toni bui, ombre scure e colori bruni come se la pittura concorresse a mettere in risalto il suo stato d’animo non più sereno.
Sul finire degli anni '40 viene ricoverato a Robilante (CN) e la sua salute diviene un tutt'uno con la produzione pittorica: a quadri solari si alternano quadri bui e notturni, a visioni di spazi ampi e aperti si contrappongono intrichi di alberi scuri che sbarrano il cammino.